# 欧弗尔代阿克
欧弗尔代阿克，是匈牙利琼格拉德州所辖的一个村。总面积35.09平方公里，总人口469，人口密度13.4人/平方公里（2011年1月1日）。